# Austromitra
Austromitra là một chi ốc biển, là động vật thân mềm chân bụng sống ở biển trong họ Costellariidae.

## Các loài
Các loài thuộc chi Austromitra bao gồm:
- Austromitra analogica (Reeve, 1845)[2]
- Austromitra angulata (Suter, 1908)[3]
- Austromitra arnoldi (Verco, 1909)[4]
- Austromitra bathyraphe (Sowerby III, 1900)[5]
- Austromitra bellapicta (Verco, 1909)[6]
- Austromitra canaliculata (Sowerby III, 1900)[7]
- Austromitra capensis (Reeve, 1845)[8]
- Austromitra cernohorskyi Turner, 2008[9]
- Austromitra cinnamomea (A. Adams, 1855)[10]
- Austromitra distincta (Thiele, 1925)[11]
- Austromitra euzonata Sowerby III, 1900[12]
- Austromitra hayesi Turner, 1999[13]
- Austromitra ima (Bartsch, 1915)[14]
- Austromitra kowieensis (Sowerby III, 1901)[15]
- Austromitra lawsi Finlay, 1930[16]
- Austromitra legrandi (Tenison-Woods, 1876)[17]
- Austromitra maculosa Turner & Simone, 1997[18]
- Austromitra minutenodosa Cernohorsky, 1980[19]
- Austromitra retrocurvata (Verco, 1909)[20]
- Austromitra rhodarion (Kilburn, 1972)[21]
- Austromitra rubiginosa (Hutton, 1873)[22]
- Austromitra schomburgki (Angas, 1878)[23]
- Austromitra tasmanica (Tenison-Woods, 1876)[24]
- Austromitra volucra (Hedley, 1915)[25]
- Austromitra zafra Powell, 1952[26]